# بكلويز

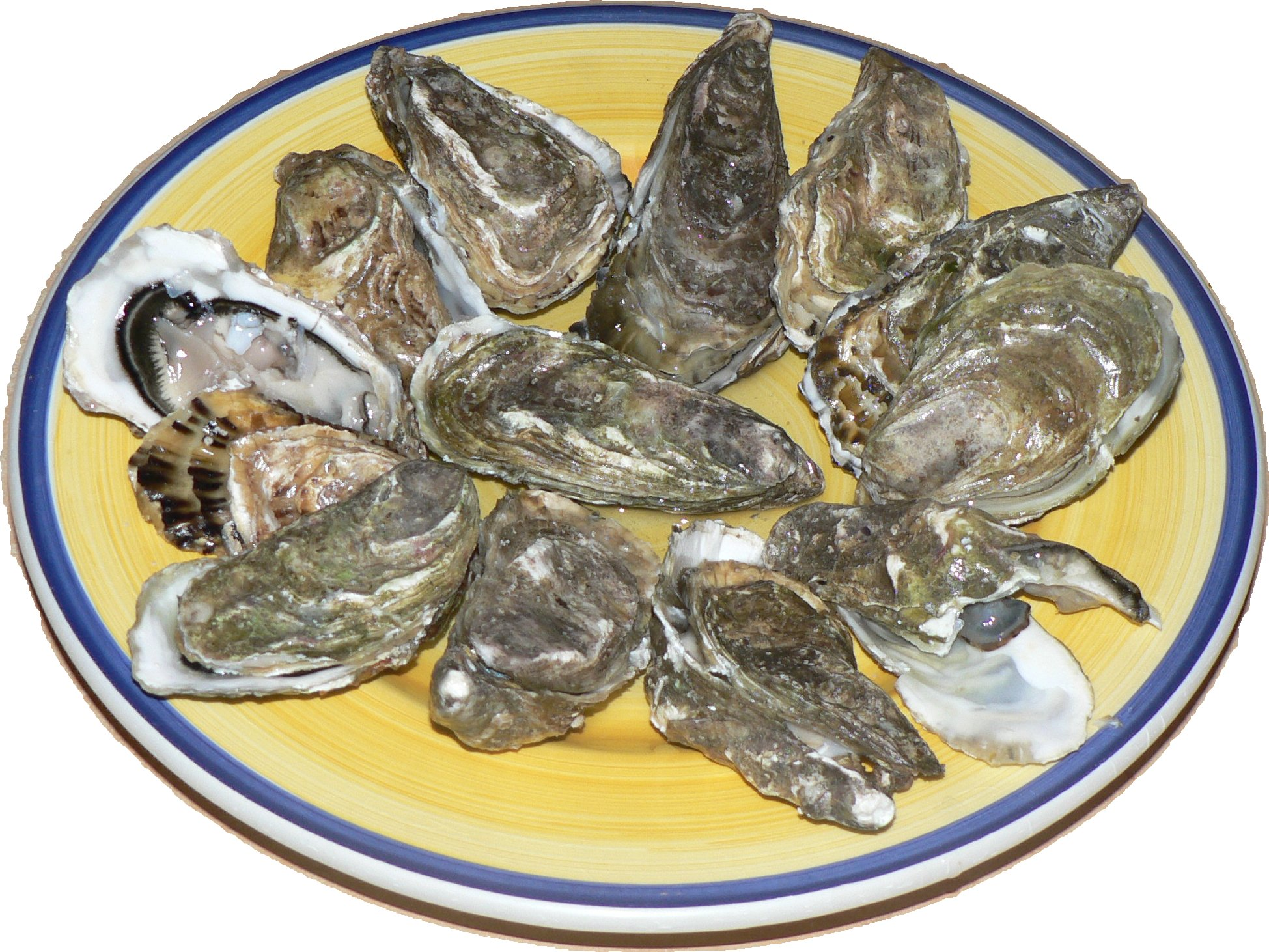
طبق بحري.

البكلويز أو المحاريات هو مصطلح يُطلق على نوع من الطعام البحري الذي تؤكل فيه الحيوانات البحرية ذات الأصداف من اللافقاريات والثروات السمكية، بما في ذلك، الأنواع المختلفة من الرخويات والقشريات وشوكيات الجلد وبعض أنواع السرطانات وغيرها.